# كلاوس باومغارتنر
كلاوس باومغارتنر هو سياسي سويسري، ولد في 21 ديسمبر 1937 في سويسرا، وتوفي في 10 ديسمبر 2015. حزبياً، نشط في الحزب الاشتراكي الديمقراطي السويسري. وقد انتخب municipality president ‏ برن (24 يناير 1993 – 31 ديسمبر 2004).